# ゼロ・モーターサイクルズ
ゼロ・モーターサイクルズ（Zero Motorcycles Inc.）は、アメリカ合衆国カリフォルニア州スコッツバレーに本社を置く電動オートバイを製造する企業である。同社ではスクーターやビジネスバイク、モペッド、電動自転車のような形ではなくデュアルパーパスやネイキッドといったスポーツタイプの電動オートバイを製造している。

## 歴史
2006年にカリフォルニア州サンタクルーズにてNASAの技術者であったニール・サイキがエレクロクロスとして創業。
2010年にアグニ・モーターを含めてフラッグシップモデルとしてSの販売を開始する。その時点でSの車体を利用したデュアルパーパスモデルのDSも販売する。XUは取り外し可能のバッテリーを搭載した小型のストリートバイクで、ゼロのダートバイクとと同じ車体で2011年から2013年まで生産された。
2013年にはSとDSが完全に再設計された。バッテリーの容量は11.4kWhまで増大し、新しいブラシレスパーマネントACモーターも紹介された。同年にはFXというモジュラー式の取り外し可能な電源ユニットを搭載したデュアルパーパスモデルも生産された。チャデモのはじめての充電を2013年モデルで利用している。
2014年にはオプションの2.8kWhパワータンクを利用し始めた。 2014年もまた高温磁石のモーターや強力な電動式のコントローラーを合体させたSの高性能バージョンで航続距離を伸ばしたSRも追加された。
2015年モデルはバッテリーパックのサイズが12.5kWhに増大し、オプションのパワータンクを含め15.3kWhのバッテリーの最大容量が可能となった。また、2015年に生産したモデルはABSとショーワのサスペンションが標準装備となった。チャデモのはじめての充電はオプションを除いた。その代わりとして付可費用として付属品の任意の急速充電器を取り除いている。
2016年にはDSRとFXSモデルが発表された。DSRはDSをベースとしているがSRの高出力モーターを使用している。FXSはFXのスーパーモタードバージョンである。